# Perifante
En la mitología griega, Perifante (en griego antiguo: Περίφας/en latín: Perífas, genitivo -αντος) era un autóctono que vivió en el Ática antes de que apareciera Cécrope, el hijo de la Tierra.  
Antonino Liberal dice que Perifante reinó sobre los hombres de otro tiempo y fue justo, rico y piadoso; ofreció innumerables sacrificios a Apolo, administró justicia en múltiples procesos y no le censuró hombre alguno, sino que gobernó con el beneplácito de todos. Por la suma excelencia de sus obras, los hombres le dedicaron a él los honores reservados a Zeus, y determinaron que correspondían con mayor mérito a Perifante: le erigieron templos y santuarios, y le invocaron con el  nombre de Zeus Salvador Epopsio («observador de lo justo y lo falso») y Miliquio («que recibe sacrificios expiatorios»). Zeus, irritado, quiso fulminar con su rayo la casa entera de Perifante, pero, como Apolo le suplicara que no aniquilase a Perifante, ya que le había honrado de manera singular, Zeus accedió a esta petición de Apolo. Se dirigió, seguidamente, Zeus a casa de Perifante y sorprendió a éste en trato íntimo con su mujer; le oprimió, entonces, con ambas manos y le convirtió en un águila; y, como la mujer le pidiera que también a ella la convirtiera en un pájaro para seguir viviendo con su marido, Zeus la transformó en un quebrantahuesos. A Perifante, por la piedad de que hizo gala mientras vivió entre los hombres, Zeus le dispensó los siguientes honores: hizo de él el rey de todos los pájaros, le confió la custodia del cetro sagrado lo y le permitió acercarse hasta su propio trono. A la mujer de Perifante, a quien convirtió en quebrantahuesos, le concedió el aparecer ante los hombres como un buen augurio ante cualquier acción que emprendieran.Ovidio agrega el dato de que la esposa de Perifante se llamaba Fene y que ambas aves, desde entonces, vuelan emparejadas.